# بلاك سابث
بلاك سابث (بالإنجليزية: Black Sabbath)‏ هي فرقة هيفي ميتال إنجليزية من برمنغهام. تشكّلت الفرقة عام 1966 من أوزي أوزبورن، توني أيومي، جيزر باتلر، بيل وارد. انفصل مغنى الفرقة أوزي أوزبورن عام 1979 وشهد الفريق العديد من التغييرات في صفوفه (مع بقاء توني أيومي دائما) إلى أن عادت الفرقة بأفرادها الأصليين عام 1996 وحتى الحفل الأخير لهم ببرمنغهام عام 2017.
يعتبر فريق بلاك سابث من أشهر الفرق الموسيقية في عالم الهيفي ميتال وكان من الفرق التي ساهمت بقوة في تكوين هذا النوع من الموسيقى.
صنفت بلاك سابث الرقم 2 بعد لد زبلين في أسبقيتهم إلى هذا النوع من الموسيقى. وكانت الفرقة في البداية فرقة بلوز روك اسمها إيرث Earth لكن تم تغيير الاسم إلى بلاك سابث (وهو اسم إحدى أولى أغنياتهم) لكي لا يختلط الأمر باسم فرقة محلية أخرى.

## روابط خارجية
- بلاك سابث على موقع IMDb (الإنجليزية)
- بلاك سابث على موقع الموسوعة البريطانية (الإنجليزية)
- بلاك سابث على موقع ميوزك برينز (الإنجليزية)
- بلاك سابث على موقع رولينغ ستون (الإنجليزية)
- بلاك سابث على موقع أول ميوزيك (الإنجليزية)
- بلاك سابث على موقع ديسكوغز (الإنجليزية)